# Mikio Igarashi
Mikio Igarashi (いがらしみきお or 五十嵐 三喜夫 Igarashi Mikio?) es mangaka japonés. Nació el 13 de enero del año 1955 en la ciudad de Nakaniida (ahora Kami), en la prefectura de Miyagi, Japón. A pesar de haber nacido en Kami, Generalmente, la mayoría de la veces, vive en la ciudad Sendai. Mikio es más conocido por la serie de manga llamada Bonobono y Ninpen Manmaru. Mikio Igarashi ha recibido dos premios importantes durante su carrera. En el año 1988, ganó el premio Kodansha Manga Award en la categoría general por el manga Bonobono. Luego gana el premio Shōgakukan en la categoría Shōjo (joven) por el trabajo llamado Ninpen Manmaru.

## Perfil
Después de dejar de etudiar en la escuela Miyagi Prefectural Furukawa Kōgyō (宮城県古川工業高等学校 Miyagi-ken Furukawa Kōgyō Kōtō Gakkō?) y antes de graduarse de la universidad, mikio Igarashi trabajó en una famosa compañía de publicidad llamada print shop. Allí aprendió muchas cosas relacionadas con el mundo de la publicidad, lo que le permitió publicar sus trabajos. Mientras trabajaba allí, hizo su debut profesional en el ámito del manga en el año 1972.